# Harrisomyia terebrella
Harrisomyia terebrella is een tweevleugelige uit de familie steltmuggen (Limoniidae). De soort komt voor in het Australaziatisch gebied.